# Pigés (Kavála)
Pigés (grec moderne : Πηγές) est une localité située dans le dème de Néstos, dans le district régional de Kavála, dans la periphérie de Macédoine-Orientale-et-Thrace, en Grèce.
Selon le recensement de 2011, elle compte 770 habitants.